# Mumbai Est
Mumbai Est comprend les localités de Bhandup, Ghatkopar, Kanjurmarg, Kurla, Mulund, Nahur, Powai, Vidyavihar et Vikhroli. Au sud-est se trouvent les quartiers de Chembur, Govandi, Mankhurd, Trombay et Wadala. 

## Division
La ville de Mumbai se trouve sur l'île Salsette. La masse continentale saillante, plus mince et de l'autre côté de la rivière Mithi, est la partie la plus ancienne de la ville. Cette région s'appelle le sud de Mumbai. La zone située juste au nord de la rivière Mithi s'appelle Mumbai-Ouest et la zone située à l'est de l'aéroport s'appelle Mumbai-Est. Le nord de Mumbai est plus haut juste en face du JVLR qui est principalement une partie résidentielle de la ville.

## Transport

### Rail
La banlieue Est de Mumbai est desservie par la Central Line. À l'exception de Powai, chacun des quartiers a une gare. Kurla est un point d'échange pour la Harbour Line.

### Route
L'Eastern Express Highway (EEH) est une route importante qui longe la frontière avec l'est de Mumbai. 
Lal Bahadur Shastri Marg (LBS Marg) est une route longue de 21 km, c'est une artère majeure à l'est de Mumbai. LBS Marg relie la ville voisine de Thane au quartier de Sion à Mumbai. 
Cependant, la connectivité de la partie ouest de la ville est médiocre. La route de liaison Andheri-Ghatkopar, la route Jogeshwari - Vikhroli Link (JVLR) et la route Andheri-Kurla sont les principales liaisons routières entre les quartiers est et ouest. Santa Cruz - Chembur Link Road (SCLR), achevée en avril 2014, relie Santa Cruz à Chembur. 
Les services de bus sont fournis par Brihanmumbai Electric Supply and Transport (BEST). Il existe des dépôts de bus à Ghatkopar, Mulund et Vikhroli. 